# Aeroportul Black River Falls Area
Aeroportul Black River Falls Area (IATA: BCK, ICAO: KBCK, FAA LID: BCK) este un aeroport din Comitatul Jackson, Wisconsin, Wisconsin, Statele Unite ale Americii ce deservește zona Black River Falls. A fost numit după zona deservită.
Situat la o altitudine de 255 m, aeroportul dispune de 1 pistă.

## Infrastructură

### Piste
Aeroportul dispune de o singură pistă. Pista 8/26 are suprafața de asfalt și dimensiunile 4.601 picioare × 75 picioare. 